# ورزشگاه چینو ا لیلو دل دوکا
ورزشگاه چینو ا لیلو دل دوکا (ایتالیایی: Stadio Cino e Lillo Del Duca)یک ورزشگاه چند منظوره در اسکولی پیچنو ایتالیا است؛ و تقریباً برای مسابقات فوتبال و زمین خانگی باشگاه فوتبال آسکولی استفاده می‌شود. این ورزشگاه در سال ۱۹۶۲ ساخته شد و گنجایش ۲۰۵۵۰ نفر را دارد.